# Baie de Sainte Marie
Die Baie de Sainte Marie ist eine Bucht in Nouméa im französischen Überseegebiet Neukaledonien.

## Toponymie
Ursprünglich von den Kanak Bucht von N'Géa genannt, wurde sie um 1859 auf französischen Karten als Baie des Panoramas bezeichnet, bis sie anschließend von Missionaren zu Sainte Marie umgetauft wurde.

## Geographie
Die Bucht liegt zwischen der Nouméa-Halbinsel im Westen und den unbewohnten Inseln Sainte-Marie und Uéré im Osten. Sie reicht von der Pointe aux Longs Cous auf der Ouémo-Halbinsel im Norden bis zur Pointe Cluzel an der Côte Blanche im Süden, die von dem 132 m hohen Berg Ouen Toro beherrscht wird. Dessen Aussichtsplattform bietet einen 360°-Blick auf die Bucht und die gesamte Stadt. Die an der Baie de Sainte Marie gelegenen Stadtviertel gehören zu den beliebtesten Wohngebieten von Noumea. Die Bucht wird auf der gesamten Festlandseite von der Küstenstraße Promenade Pierre Vernier gesäumt. Ganz im Norden wurde 2001 gegenüber dem Parc urbain de Sainte Marie eine kleine künstliche Insel geschaffen, auf und vor der verschiedene kulturelle Veranstaltungen organisiert werden, wie das seit 2020 stattfindende Neujahrsfeuerwerk der Stadt, das 2024 jedoch außer Kontrolle geriet und die Hälfte der Insel-Vegetation vernichtete. Die Bucht ist starken Winden ausgesetzt und daher besonders bei Windsurfern und Kitesurfern beliebt. 2019 war sie Austragungsort der letzten Etappe der Weltmeisterschaft im Windsurfen, sie wird aber auch von Auslegerkanu-Paddlern und Wasserskifahrern genutzt. Am südlichen Ende der Bucht befindet sich das staatliche Wassersportzentrum Centre d’Activités Nautiques de la Côte Blanche, das Aktivitäten wie Segeln, Stand-up-Paddling, Kayakpaddeln etc. und für Schüler kostenlose Kurse in diesen Sportarten anbietet.

## Biodiversität
In der Bucht wurden 266 Arten von Makrofauna nachgewiesen, darunter die Seeschlangenart Acalyptophis peronii (spiny-headed sea snake), die einzige mit „Hörnern“ am Kopf, sowie Haie, die dort gelegentlich auch Menschen angreifen. Als Sicherheitsmaßnahme der Stadtverwaltung wurden in der Bucht acht Hydrophone positioniert, die vor diesen vorwiegend abends und nachts auftauchenden Raubfischen warnen sollen. Während der Aktivitäten im Wassersportzentrum wird das Meer zusätzlich durch Drohnen und mit einem  Boot überwacht.